# Svea (Baarn)
De villa Svea aan de Gerrit van der Veenlaan 2 is een rijksmonument in Baarn in de provincie Utrecht. Het huis staat in het Wilhelminapark dat onderdeel is van  rijksbeschermd dorpsgezicht Prins Hendrikpark e.o.
Svea is het oudste houten landhuis in Baarn, dat in 1902 als 'bouwpakket' gebouwd werd voor H. Heybroek jr. De naam is een verkorting van Svealand, een gebied ten westen van Stockholm.
In 1914 werd het pand linksachter uitgebreid met een eetkamer. De oorspronkelijke veranda is met glas dichtgemaakt. In deze veranda is ook de hoofdingang aangebracht.